# Puerto de Concordia

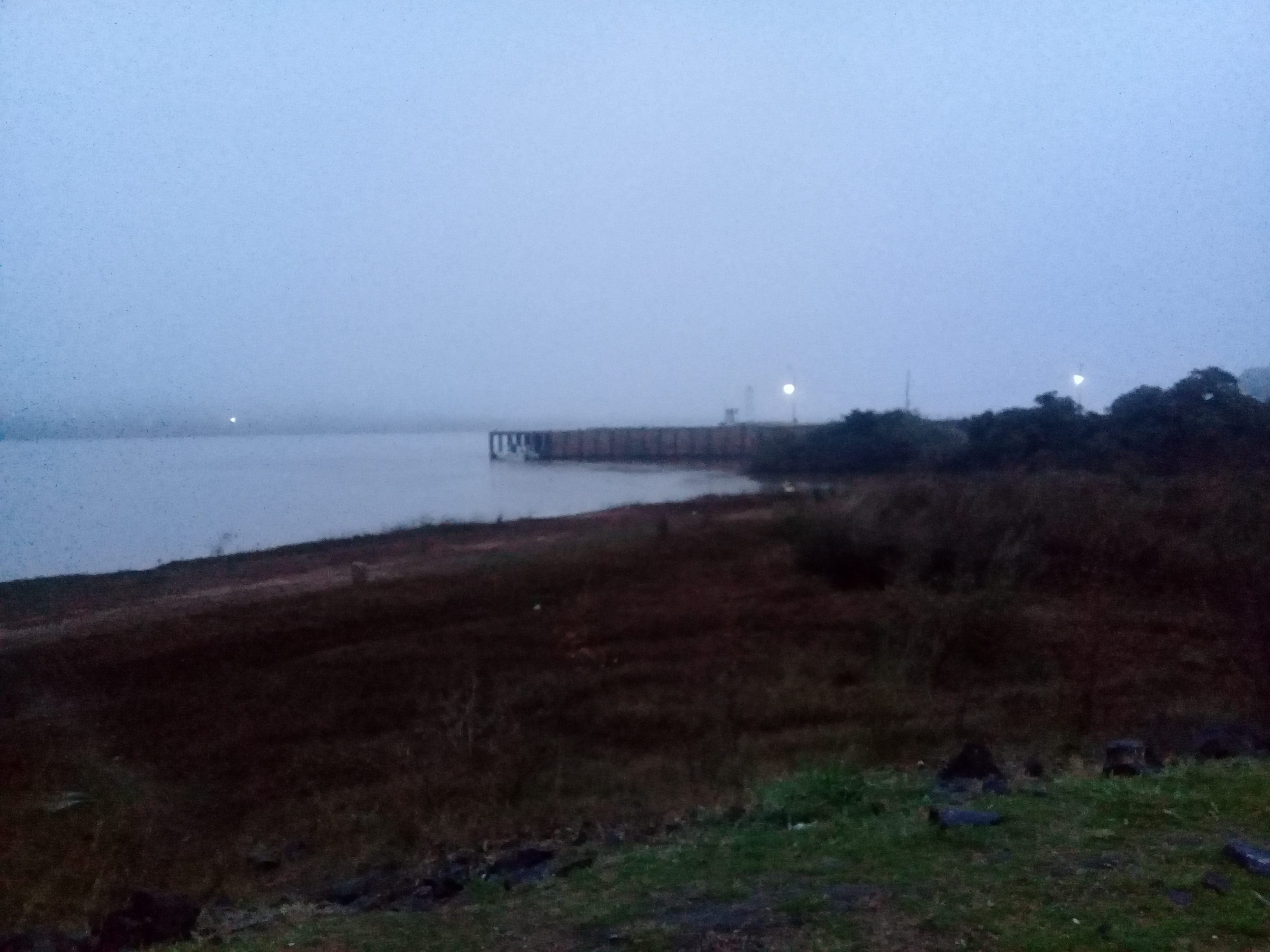
Puerto de Concordia en la madrugada

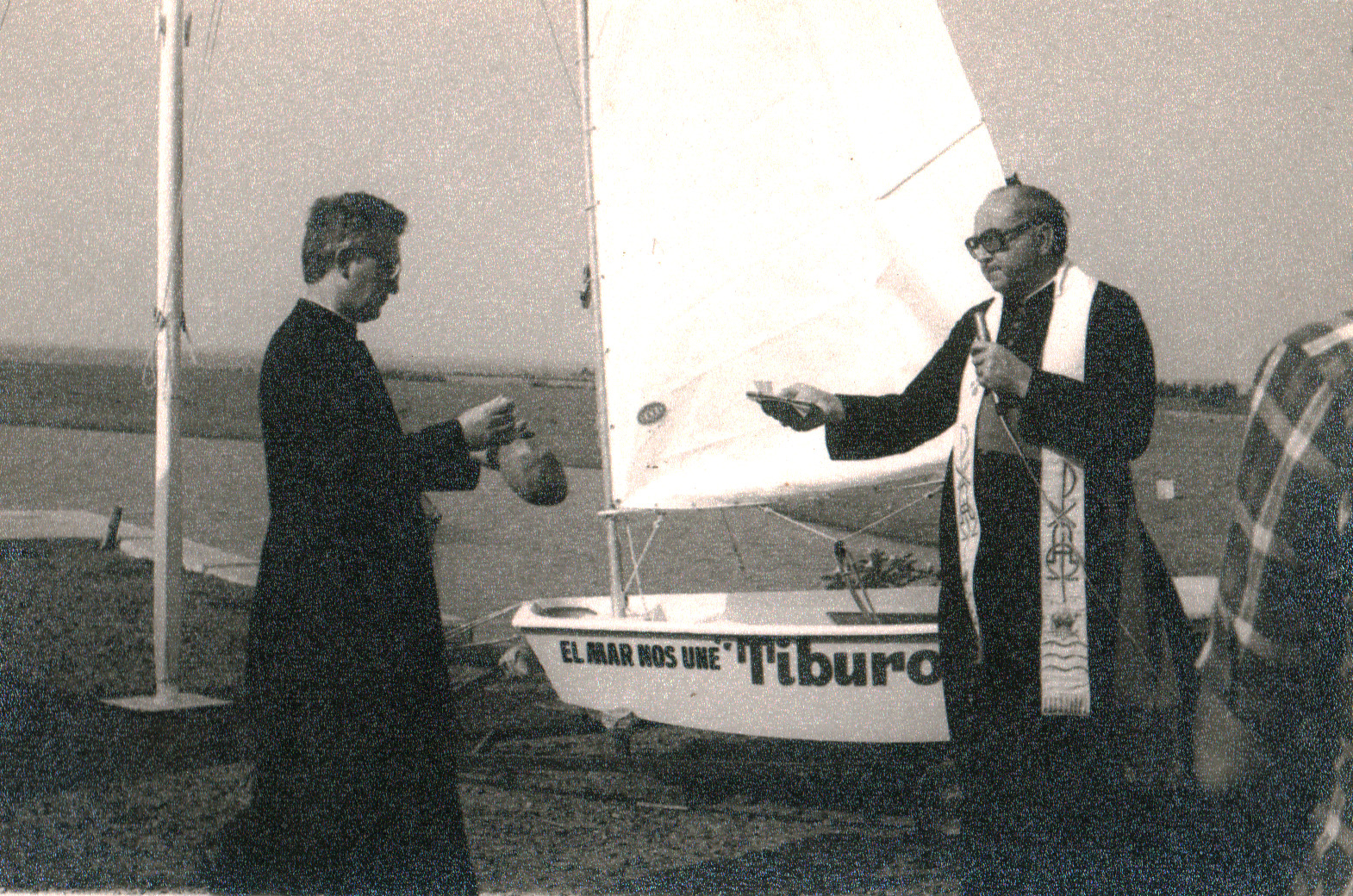
Salida

El puerto de Concordia es la estación portuaria fluvial de uso público de la ciudad de Concordia, en la provincia de Entre Ríos, República Argentina. Junto con el vecino puerto de Salto, en Uruguay, son los últimos puertos del río Uruguay a los que pueden acceder barcos provenientes del Río de la Plata o del océano Atlántico, ya que inmediatamente aguas arriba de ellos se encuentran los arrecifes del salto Chico y la represa de Salto Grande, que interrumpen la navegación.
El puerto se halla a 31°24′S 58°01′O / -31.400, -58.017 en la margen derecha del río Uruguay a la altura del km 332,6, medido desde su origen en punta Gorda, y se halla integrado a la planta urbana de la ciudad de Concordia. La actual infraestructura portuaria fue inaugurada en 1908 y cesó su actividad con barcos de transporte de cargas en 1981, permaneciendo desde entonces solo utilizado para el transporte de pasajeros en lanchas hasta y desde el puerto de Salto, con 24 viajes semanales de ida y 24 de vuelta, y por lanchas de la Prefectura Naval Argentina. Sin embargo, en 2017 dejó de funcionar la empresa de lanchas argentina (Río Lago S.R.L) y el 31 de octubre de 2018 lo hizo la uruguaya (San Cristóbal), por lo que el puerto cesó toda operación de pasajeros, aunque permaneció habilitado para el uso comercial nacional e internacional con categoría 3°. La administración del puerto es jurisdicción de la Municipalidad de Concordia desde 1994.

## Historia

### El paradero Ytú
La necesidad de transponer los escollos de los saltos Grande y Chico del río Uruguay, que impedían la navegación entre Buenos Aires y las Misiones guaraníes del alto Uruguay y Paraná, hizo que la Compañía de Jesús estableciera un paradero denominado Ytú ubicado algunos kilómetros aguas arriba de donde actualmente está el puerto de Concordia. Ese paradero existía al menos desde 1722 y era el punto de carga y descarga de los barcos que remontaban el río Uruguay, desde donde se continuaba por tierra hasta la reducción de Yapeyú. El paradero estaba custodiado por una pequeña guarnición de indígenas misioneros reducidos. 

### San Antonio del Salto Chico
Luego de una gran inundación, el cabildo indígena de Yapeyú decidió el 20 de noviembre de 1769 que el pequeño poblado establecido en la vecina orilla en 1768 por el gobernador del Río de la Plata, Francisco de Paula Bucarelli y Ursúa, fuera reconstruido en la orilla occidental. Bucarelli tomó a su cargo la fundación de San Antonio de Salto Chico en predios de la actual Concordia, en el lugar denominado El Brete (continuación de la avenida Salto Uruguayo Este). Desde su fundación el embarcadero fue utilizado como punto de embarque y desembarque de la ruta oriental de la yerba mate, conocida como Ruta al Salto, pero poco después una epidemia de viruela diezmó a la población de Yapeyú y la ruta oriental de la yerba mate fue abandonada hasta ser restablecida en 1776 por Juan de San Martín. 
El geógrafo Francisco de Aguirre escribió en su Diario de viaje que el El Puerto de San Antonio es en el día un pueblito regular, tiene administrador desde 1781 ... los indios viven de sus propias posesiones. Señala además que para 1780 ya tenía una capilla y en 1784 una escuela.
La comunidad de Yapeyú poseía tres barcos que hacían la travesía regular entre San Antonio del Salto Chico y Buenos Aires: las goletas Nuestra Señora de Dolores y San Juan Bautista y el bergantín Nuestra Señora de los Santos Reyes. Además de yerba mate, el tráfico incluía tabaco, lienzos, algodón, cueros vacunos, caballares y de nutrias, los cuales llegaban en tropas de carreta hasta San Antonio del Salto Chico. Hacia 1799 el tránsito de yerba mate cesó a causa del contrabando. En junio de 1820 San Antonio del Salto Chico sufrió un éxodo total de sus moradores guaraníes, que eran partidarios de José Artigas, ante la derrota de su líder por obra de Francisco Ramírez, y la actividad portuaria cesó casi por completo.

### Antiguos puertos de Concordia
En 1830 el Gobierno provincial creó el puesto de dependiente del resguardo, encargado de vigilar las operaciones portuarias que se realizaban en El Salto y al año siguiente se estableció una pequeña guarnición militar. Los muelles utilizados luego de que entre 1833 y 1834 fuera fundada la villa de la Concordia, fueron: Palavecino (ubicado frente al puerto de Salto), el Saladero Chico de los hermanos De la Cruz (zona de la carretera La Cruz, al sur de la ciudad), y el Puerto de la Concordia en la barra del arroyo Yuquerí Grande, que fue mandado habilitar en octubre de 1833 por el gobernador Pascual Echagüe. El puerto quedó bajo la dependencia del comandante militar y receptor de rentas de Concordia, Antonio Navarro, quien el 1 de julio de 1835 comunicó al ministro tesorero general de la provincia: ha quedado habilitado el puerto.

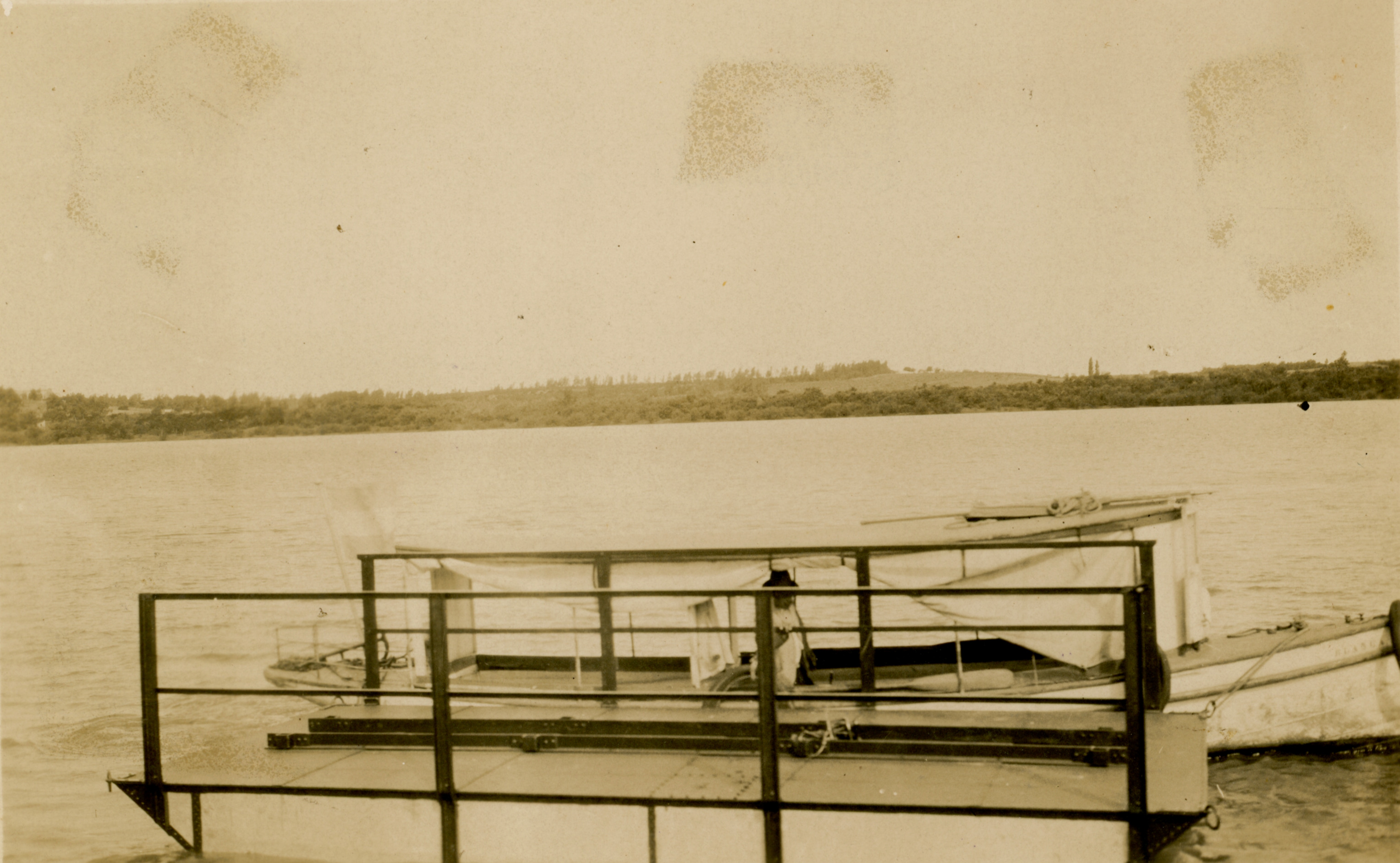
Lancha en el puerto

Para controlar y evitar el contrabando, el gobernador Justo José de Urquiza declaró como único puerto habilitado a la barra del arroyo Yuquerí Grande. 

### Traslado del puerto
La necesidad de trasladar el puerto ubicado en la barra del Yuquerí Grande a una zona más cercana a Concordia fue expresada en un informe por el comandante Báez al gobierno provincial en 1853.
El 20 de agosto de 1860 fue realizada una petición popular al gobierno provincial para traslado el puerto a la ciudad, lo que se concretó estableciéndolo en la barra del arroyo Manzores y en la playa adyacente al sur, su ubicación actual. El nuevo puerto quedó situado en una posición menos favorable que el anterior en cuanto a los peligros a la navegación, entre las restingas del paso de la Caballada (aguas arriba) y las del paso Corralito (agua abajo). La falta de infraestructura adecuada hacía que los vapores de la empresa Nicolás Mihanovich que trasladaban pasajeros, encomiendas y correspondencias en el servicio regular Buenos Aires-Salto (desde 1852), anclaran en el canal de navegación y efectuaran trasbordos en embarcaciones menores hasta el puerto.
Un decreto del 10 de noviembre de 1862 nacionalizó las capitanías de puerto, entre ellas la de Concordia.
En 1874 fue inaugurada la primera etapa del Ferrocarril Argentino del Este, completada desde Concordia a Monte Caseros (provincia de Corrientes) en 1875, lo que potenció al puerto de Concordia ya que el ferrocarril permitía trasladar cargamentos a los puertos ubicados al norte del salto Grande. El 5 de junio de 1879 el Ferrocarril Argentino del Este inauguró su propio muelle aguas abajo del puerto, con una cota de 11 metros que permitía prestar servicio con el río a nivel mediano y alto. En 1887 fue habilitada la línea ferroviaria uruguaya entre Salto y Bella Unión, lo que sustrajo del puerto de Concordia el movimiento de cargas para Uruguayana y otras ciudades brasileñas sobre el río Uruguay.
El movimiento del puerto de Concordia solo era inferior a los de Buenos Aires y de Rosario, arribando en 1890 un total de 1644 buques, 1592 buques en 1891 y 1565 en 1892. El movimiento en toneladas de cargas se hallaba entre 400 000 y 500 000, haciendo que la aduana local fuera la cuarta de mayor recaudación del país. La operatividad del puerto se reducía en temporada de bajante del río Uruguay, estando plenamente operativo unos 250 días al año, debiendo el resto del año realizar trasbordo de pasajeros y cargas en Paysandú a lanchas menores, para continuar viaje a Concordia.
A pesar de su elevado movimiento, el puerto carecía de infraestructura, los buques debían anclar y pasar las cargas a una chata que las conducía a la playa, en donde luego eran cargadas en carretas. Como no existían galpones, la mercadería depositada en la playa estaba sujeta a crecientes repentinas del río Uruguay.
El llamado a licitación pública para la construcción de un puerto adecuado fue realizado por la Dirección General de Obras Hidráulicas entre julio y agosto de 1904. La construcción del puerto fue adjudicada a la empresa Noceti y Cia., con un presupuesto de en 63 720 pesos. La inauguración del inicio de las obras se realizó el 8 de octubre de 1904 con la presencia del gobernador Enrique Carbó Ortiz y del obispo de Paraná, De la Lastra y Gordillo. En 1905 se realizaron las tareas de balizamiento y en los años siguientes las de dragado, finalizándose las obras en 1908.

### Actividad portuaria
La falta de caminos y el aislamiento de la Mesopotamia argentina favoreció la actividad portuaria, que ocupaba unas 300 personas en las tareas de tierra.
La actividad del puerto disminuyó rápidamente en los primeros años de la década de 1970, ante la competencia del transporte automotor y del ferroviario. En 1970 ingresaron al puerto 527 buques, en 1971 lo hicieron 454, en 1972 entraron 89 y en 1975 solo 51. La construcción de la Represa de Salto Grande hizo que se mantuviera la actividad portuaria hasta 1981, cuando solo descargaron 2 buques y otros 33 lo usaron como puerto de escala para el Puerto de Salto. el final de la obra de la represa hizo que toda actividad de cargas en el puerto finalizara para 1982.
El 22 de septiembre de 1994 el gobierno provincial traspasó al municipal la explotación y mantenimiento del puerto. Ese mismo mes fueron concesionadas por 15 años las instalaciones portuarias a la empresa Astilleros Puerto Concordia S.A. para realizar actividades como astillero. En 2008 la concesión fue rescindida.

## Instalaciones
Por licitación de la Comisión Administradora Fondos Especiales de Salto Grande del 24 de octubre de 2003 se la adjudicó las obras de reparación del puerto (1ª etapa) desde su base estructural, muelle alto, de pasajeros, dársena, calles interiores y de acceso al puerto.
La obra comenzó el 2 de marzo de 2004 y finalizó el 4 de junio de 2004, quedando en condiciones de operatividad de chatas, barcazas, buques motor, con capacidad de carga/descarga de 2200 t, en bultos, granel y contenedor con nivel escala río a puerto de 3,8 m en adelante.
Además las cancillerías argentina y uruguaya firmaron el convenio de ampliación de dragado y balizamiento del río Uruguay hasta el puerto de Salto con la Comisión Administradora del Río Uruguay (CARU).
A la fecha se encuentra cedido a la provincia de Entre Ríos para uso y explotación, con mantenimiento a cargo de la municipalidad de Concordia.
El puerto tiene forma de U acostada, con los tres lados rectos, con la abertura en dirección de la corriente y uno de los lados sobre la costa. Un guinche móvil permite levantar hasta 6 toneladas de carga. No posee silos, tanques, cámaras frigoríficas, radas ni servicios.
El muelle principal, de 50 m de longitud, se halla en el brazo que se interna en el río corriente abajo y posee dos niveles. El muelle de veleros le sigue a continuación con una longitud 170 m y una baliza de acceso en su extremo. Ambos muelles son aptos para calados entre 7 y 9 pies. En el interior del puerto se halla el muelle dársena interior con una longitud 200 m y un calado de 3 pies, que se halla inutilizado por falta de dragado. El muelle atracadero exterior, de 200 m, se halla en el lado perpendicular al cauce del río y la costa del arroyo Manzores. Solo puede utilizarse cuando el resto del puerto se inunda al alcanzar el río niveles de 10 m en el higrómetro local. Todos los muelles son de hormigón armado.
El puerto posee servicio de aduana y migraciones y en sus predios se halla la Prefectura Concordia de la Prefectura Naval Argentina, que custodia las instalaciones.
El acceso ferroviario del Ferrocarril General Urquiza fue cortado y desafectado por las obras de parquización sobre el arroyo Manzores.

## Acceso al puerto
El acceso al puerto desde el canal de navegación del río Uruguay se halla en la boya del km 325,9 y se puede realizar con una altura superior a 3 m en el higrómetro local. 
Los obstáculos rocosos del lecho del río Uruguay dificultan la navegación hacia el Puerto de Concordia: frente a la barra del arroyo Yuquerí Grande entre los km 327,6 y 329,6; Corralito entre los km 324 y 326; frente a la barra del arroyo Yuquerí Chico entre los km 321,6 y 323,6; en paso Hervidero entre los km 307,6 y 310,6. Los fondos arenosos y de pedregullo dificultan la navegación en Chapicuy Inferior y Superior, entre los km 289,6 y 295,6. Los buques hundidos en la zona no obstruyen la navegación.